# Zlatni rez
Zlatni rez (simbol: {\displaystyle \varphi }) je matematičko-strukturalni pojam koji se najčešće veže za umjetnost, jer je u povijesti umjetnosti najčešće korišten. To je način podjele neke vrijednosti s djeliteljem od približno 1,6. Poznat je i kao zlatna sredina te božanski ili zlatni omjer.

## Metoda
Zlatni rez je kompozicijski zakon u kojem se manji dio prema većem odnosi kao veći dio prema ukupnom. 
U praksi, ako želimo podijeliti nešto na taj način, podijelimo ga na 13 jednakih dijelova i onda to podijelimo u omjeru 8:5, ili ga pak podijelimo na 21 jednaki dio pa to onda u omjeru 13:8, itd. Na što se više dijelova podijeli, to smo bliži točnom zlatnom rezu, no do točnog zlatnog reza nikada se ne dolazi jer je taj broj zapravo aproksimacija, a matematička formula glasi mu:
{\displaystyle \varphi ={\frac {1+{\sqrt {5}}}{2}}\approx 1.618\,033\,989\,.}

### Klasični postupak
Sljedeći postupak je omiljen poradi jednostavnosti primjene:
1. Na dužini AB u točki B napravi okomicu na dužinu AB i na okomici označi točku C za polovinu duljine dužine AB udaljenu od točke B.
2. Kružnica oko C s polumjerom CB sječe stranicu AC u točki D.
3. Kružnica oko A s polumjerom AD sječe dužinu AB u točki S i dijeli dužinu AB u omjeru "zlatnog reza".

## Povijest
Teorija zlatnog reza započeta je još u antici, a svoj procvat imala je u renesansi, kada su umjetnici i matematičari (ali i fizičari i astrolozi) tražili savršenstvo u kompozicijama poznatih struktura.
Nakon mnogo stoljeća teorije smatra se da je zlatni rez najsavršeniji rez u prirodi, potpuno savršen ljudskom oku, harmonija između izrazite preciznosti i kaotične nesavršenosti. 

## Primjeri
Jedan od najpoznatijih hrvatskih artefakata, Baščanska ploča, napravljena je u približnom omjeru zlatnog reza. U Italiji postoji mnogo primjera crkava i dvoraca u toj kompoziciji. Također, na savršenom ljudskom tijelu sve je u odnosu 1:1,618033.

## Vanjske poveznice
- Zlatni rez u radovima suvremenog klasika, slikara Alfreda F. Krupe, YouTube-video
- Omiljeni postupak konstrukcije zlatnog reza na YouTubeu (engl.)
- The Pentagram & The Golden Ratio  Arhivirana inačica izvorne stranice od 9. kolovoza 2011. (Wayback Machine) (engl.)
- The Golden Section - the Number and its Geometry (engl.)